# Horcajo de Santiago
Horcajo de Santiago è un comune spagnolo di 3 689 abitanti situato nella comunità autonoma di Castiglia-La Mancia.